# Wappen Kuwaits
Das Wappen Kuwaits wurde 1963 angenommen. Es zeigt ein kreisrundes Emblem mit einer am Heck mit der kuwaitischen Flagge versehenen Dau vor weißen Wolken und einem blauen Himmel, die auf blau-weißen Wellenlinien fährt. Darüber befindet sich auf einem weißen Spruchband in schwarz der Staatsname Dawlat al-Kuwait / دولة الكويت / ‚Staat Kuwait‘. Ein hellbrauner Falke mit braun-weißen Federn umgibt das Emblem kreisförmig. Auf seiner Brust befindet sich ein Schild mit der Nationalflagge.
Die Dau ist ein Symbol für die maritime Tradition des Landes und findet sich auch in den Staatswappen Katars und der Vereinigten Arabischen Emirate. Der Falke der Quraisch ist ein Symbol des Stammes des Koreischiten, dem der Prophet Mohammed angehörte, und findet sich ebenfalls in vielen Wappen der Arabischen Halbinsel.
Das Wappen ersetzte ein älteres Emblem mit einem Falken und zwei gekreuzten Flaggen.